# Bilitt Station
Bilitt Station (Bilitt stasjon) var en jernbanestation, der lå ved bebyggelsen Bilitt i Østre Toten kommune på Skreiabanen i Norge. 
Stationen blev åbnet 28. november 1902 sammen med banen under navnet Bilit, men den skiftede navn til Bilidt i 1905 og til Bilitt i april 1921. Oprindeligt var den en holdeplads, men den blev opgraderet til station i 1913 for atter at blive holdeplads i 1926. Persontrafikken på banen ophørte 15. september 1963, hvor stationen blev ubemandet, mens godstrafikken på banen fortsatte frem til 1987. Skreiabanen blev nedlagt formelt 1. februar 1988, og sporene ved stationen blev taget op allerede samme år. 
Stationsbygningen, der var tegnet af Paul Armin Due, er for længst revet ned. Stationen lå 18,93 km fra banens udgangspunkt, Reinsvoll Station.